# På armlängds avstånd
På armlängds avstånd är en svensk mockumentärserie som har premiär på SVT och SVT Play  den 26 januari 2025. Serien som består av tre avsnitt är regisserad av Jimmy Olsson som även spelar roller som den undersökande journalisten i serien.

## Handling
Serien utspelar sig i en dystopisk framtid där kulturen monterats ner. Den undersökande journalisten Jimmy Olsson reser runt landet för att undersöka kulturens ställning.

## Rollista (i urval)
- Jimmy Olsson
- Tuva Novotny
- Olle Sarri
- Petrina Solange
- Ann Petrén
- Henrik Schyffert
- Anna Odell
- Magnus Krepper
- Maria Sid
- Elis Monteverde Burrau